# 萬華林宅
25°02′01″N 121°29′54″E / 25.033525°N 121.498412°E
萬華林宅，是位於臺灣臺北市萬華區的寓所，今列市定古蹟，一、二樓租給星巴克以作古蹟維護費用。

## 歷史

### 建立
日治時期，林紅麻、林惡水、林遍及林金水等人以外銷蔬菜、水果發跡，成為洋蔥大盤商、貿易商，因此於1932年於於舊地名「後菜園」之處興建萬華林宅。「後菜園」指成都路中興橋以南至長沙街一帶

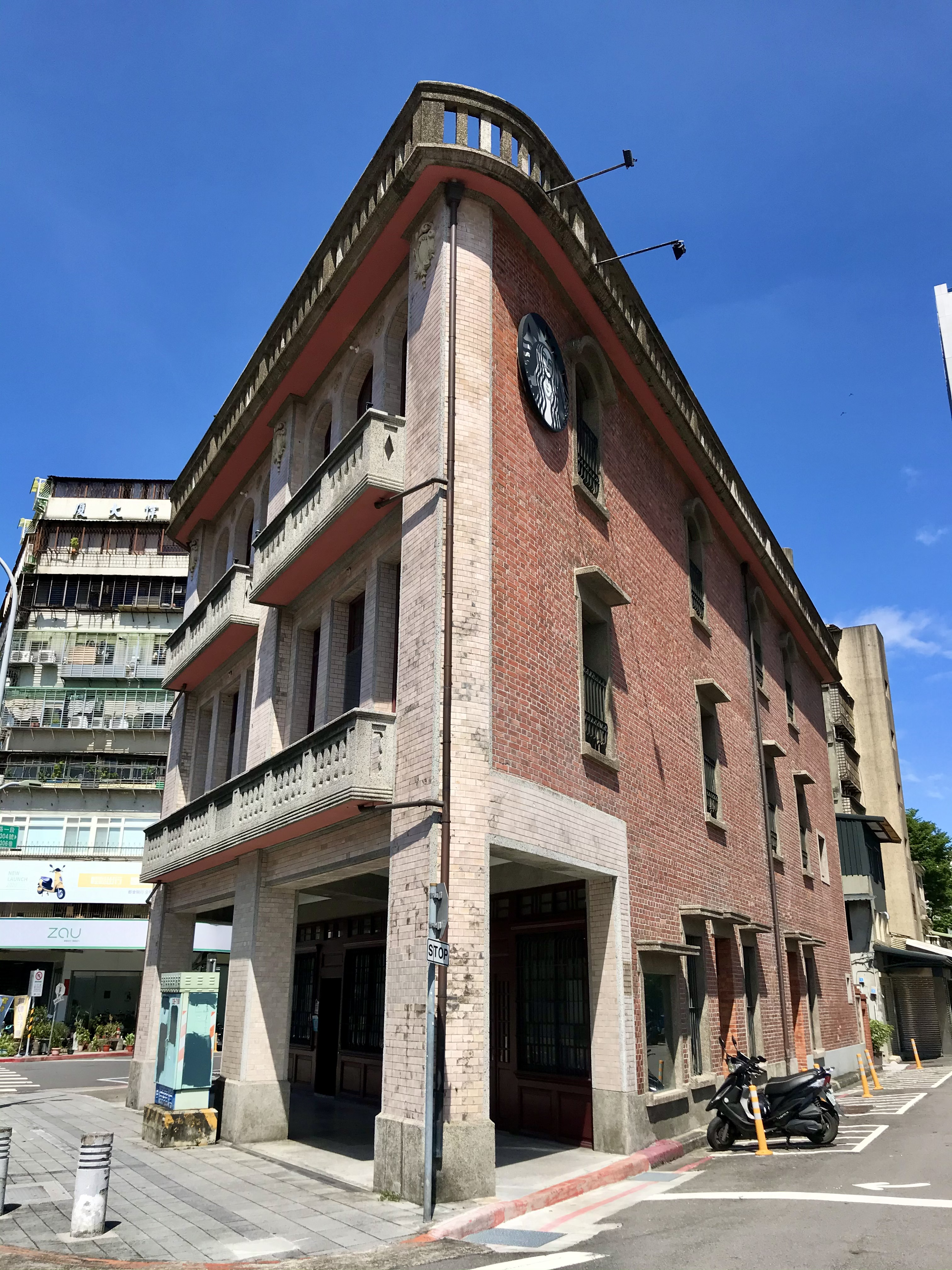
轉角

林宅格局呈不規則四邊形，三邊臨馬路，是基於日治時期都市計畫規劃。雖整體坐北朝南，但公媽廳坐西朝東，在風水學是望多添男丁。房子由擔任泥水師的林紅麻親自監造，採用淺野水泥。紅磚是台灣煉瓦株式會社出品，表層上釉。屋頂採用日本黑瓦。屋頂柱頭為希臘式，有斑鳩等圖樣。樓梯、扶手、地板鋪面都是磨石子材質。陽台雕花、門窗細節講究，內部為中國風，結合中西設計。內部扶手鏤空造型，在二樓是波浪狀的柳葉形，三樓則變為菱形，與花紋與外頭女兒牆互相對應。
1935年落成時，佔地一百二十七坪的林宅曾是艋舺最高大樓。出生在此屋的中央大學土木系教授林志棟回憶，他年少時附近並無如此高的建物，舉目所望淡水河、二重埔、三重埔，甚至天候狀況好，還可看到忠勇山「中正」二字。今址為西園路一段306巷24、26號，附近為萬華車站。
後院原有魚池，今已填平。

### 修復
1970年代初，隨著西園陸橋闢建，讓萬華林宅不再起眼，且使得原先住於一旁的林姓家族房舍因此橋拆遷而往外遷。各大房將古厝分租給房客，造成房內混亂陰暗，還有人裝鐵窗，被附近居民認為是破房子。2001年6月3日，西園橋因萬板專案拆除前，台北市副市長歐晉德到現場了解交通宣導及拆除標誌佈設情形時，見牆旁的此幢建築古色古香，便登上樓頂遠眺。
2009年，林宅頂樓雨遮砸到私家車，林家開始商討修繕計畫。為了整修此宅，林家大房長媳毛瑩脗，除定期開會外，還一家一家拜訪長輩或不願出席會議的家族成員。法律規定列古蹟類的建築不可拆除或重建，但可透過容積移轉，將容積移轉至其他可建築土地的建物來賣，因此對所有權者有金錢利益，即所謂「古蹟容積移轉補償」。但古蹟容積移轉需百分之百同意才能執行，林家六十二名親戚中只差一人不願簽名，導致家族都拿不到應有的古蹟容積移轉補償，還必須自籌資新臺幣約三百萬元維修。台北市文化局表示，鑑於林家各房無法全面自籌修復經費，故林家於2010年起向市府申請私有古蹟補助辦理「修復及再利用計畫規劃設計」。自2010年規劃設計，共花費約一千七百餘萬元，文化局補助約一千四百餘萬元，所有權人自籌約兩百八十餘萬元。

### 經營

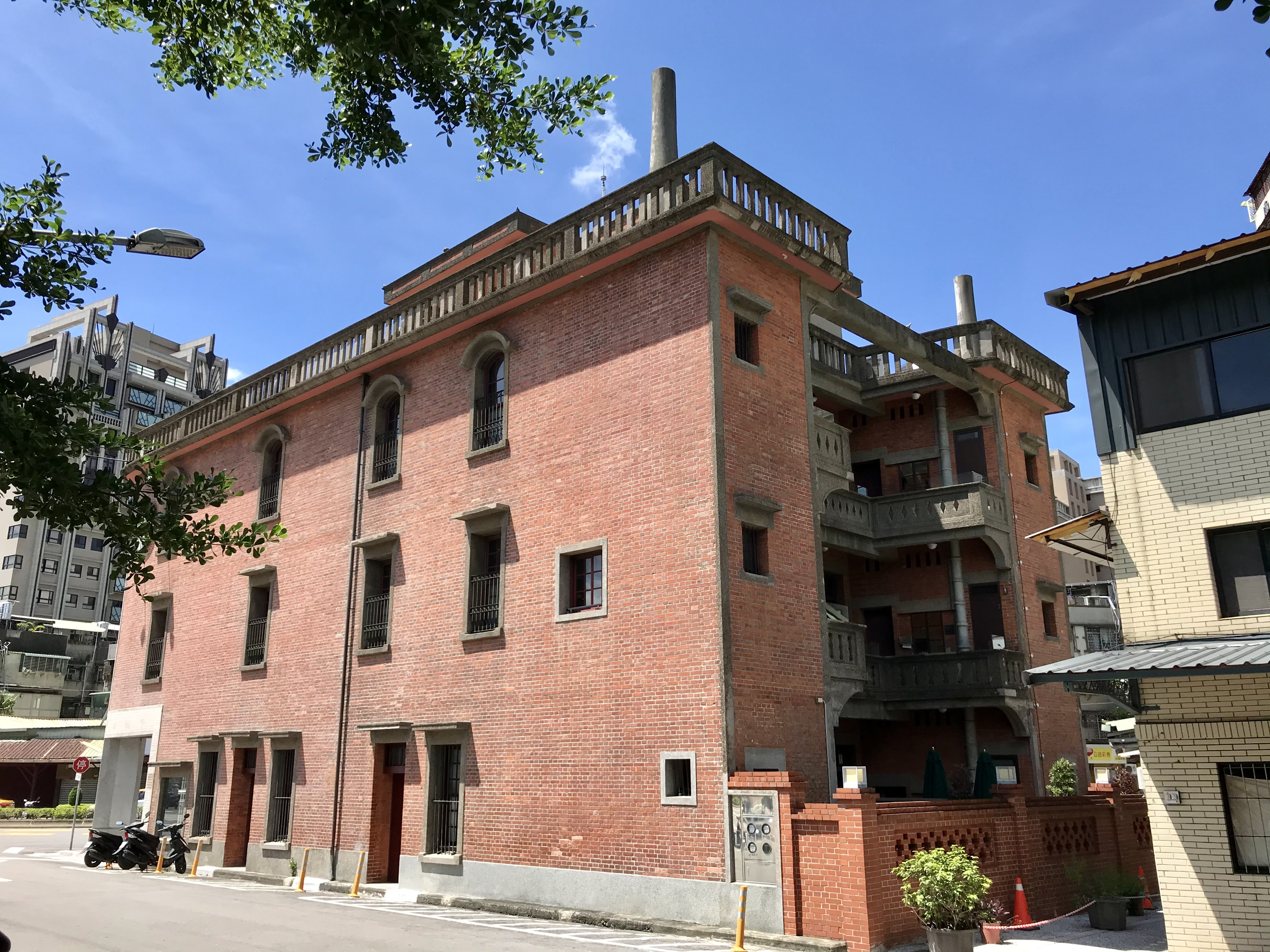
側面

2013年10月，林宅歷時四年整修完畢後，林家成員林淇清表示將在古厝內打造地方歷史故事館。起初，蔡明穎建築師事務所、社區規畫師陳德君和田田圈文創工作群於林宅的規劃是一到二樓介紹林宅歷史與展覽萬華老照片，三到四樓展示設計師創作。但觀展民眾稀稀落落，展期結束後又關閉一年多，直到2015年家族提出希望將一到二樓樓出租給咖啡廳，以租金做為日後維護基金的想法。2016年1月13日，台北市文化局召開第七十六次文資審議委員會，同意萬華林宅一、二樓出租給星巴克，但要求星巴克招牌必須與建物同色，節慶時節布置也不可流於俗氣、不可違背古蹟氛圍，必須設有無障礙通道或於一樓照明投影方便參觀，也不可限制消費才能參觀。
2016年4月27日，星巴克開始在此營業，特地販賣此門市的專屬馬克杯。開幕當天，排隊人龍還外溢到隔壁巷口，盛況維持好幾天。星巴克發展部主管經理賴日華在2019年接受採訪時說，在所有星巴克懷舊門市中，艋舺門市耗費最多時間、心力。
三、四樓每週限定時間參觀，及線上預約導覽。2016年5月27日，台北市長柯文哲進行揭牌儀式。

## 外部連結
- 官方网站